# Catachlorops alcis
Catachlorops alcis är en tvåvingeart som först beskrevs av Samuel Wendell Williston  1896.  Catachlorops alcis ingår i släktet Catachlorops och familjen bromsar. Inga underarter finns listade i Catalogue of Life.